# Józefa Szlezygier
Józefa Szlezygier, Szlezygierówna (ur. 29 kwietnia 1861 w Warszawie, zm. 16 lipca 1947 w Częstochowie) – polska śpiewaczka operowa, sopran.

## Życiorys
Była córką nauczyciela Józefa Szlezygiera (1817–1891), dyrektora szkół rządowych i urzędnika Kolei Warszawsko-Wiedeńskiej, oraz Karoliny z d. Hess. Jej siostra Maria Szlezygier również była śpiewaczką. Ukończyła gimnazjum w Warszawie, śpiewu uczyła się prywatnie u Mieczysława Horbowskiego i Honoraty Majeranowskiej. Studiowała w Dreźnie u Giovanniego Battisty Lampertiego, na scenie zadebiutowała w Wenecji na deskach Teatro Rossi. Po powrocie do Warszawy w 1883 roku wystąpiła z orkiestrą Warszawskich Teatrów Rządowych i wykonała partię Arminy w Lunatyczce Vincenza Belliniego. W sezonie 1883/1884 występowała w Operze Lwowskiej, gdzie kreowała m.in. tytułową rolę w Łucji z Lammermooru Gaetana Donizettiego. W 1884 roku występowała w Grazu i Wiedniu. W 1885 roku została solistką Warszawskich Teatrów Rządowych, do jej popisowych ról należały oprócz Arminy w Lunatyczce i Łucji w Łucji z Lammermooru m.in. Gilda w Rigoletcie, Małgorzata w Hugonotach, Zuzanna w Weselu Figara, Królowa w Robercie Diable, Hanna w Strasznym dworze. W 1887 roku wzięła udział w koncertach przebywającego w Warszawie Pabla Sarasatego. W 1889 roku gościnnie koncertowała w Krakowie. W 1890 roku śpiewała w Dreźnie, Grazu, Pradze, Wiedniu i Wenecji. Występowała w repertuarze patriotycznym na terenie Galicji, na skutek czego w 1893 roku jej kontrakt z Warszawskimi Teatrami Rządowymi został rozwiązany.
W 1892 roku wystąpiła w Krakowie na koncercie, z którego dochód został przeznaczony na budowę pomnika Oskara Kolberga. Występowała na krakowskich koncertach kompozytorskich Władysława Żeleńskiego. W 1893 roku założyła szkołę śpiewu we Lwowie, później przez krótki czas uczyła w szkole Heleny Kijeńskiej i Marii Bojanowskiej w Łodzi. W 1912 roku przeniosła się do Warszawy, gdzie uczyła w szkole Lucjana Marczewskiego, później zaś założyła własną szkołę. W latach 1922–1923 prowadziła klasę śpiewu i impostacji głosu w Oddziale Dramatycznym przy Konserwatorium Warszawskim. W 1927 roku przyznano jej niewysoką emeryturę, w późniejszych latach żyła w nędzy. Po upadku powstania warszawskiego wyjechała do Częstochowy, gdzie zamieszkała w zakładzie dla paralityków i sierot prowadzonym przez siostry szarytki.
Oprócz partii operowych wykonywała też pieśni Fryderyka Chopina, Jana Galla, Adama Münchheimera, Mieczysława Karłowicza, Zygmunta Noskowskiego, Stanisława Niewiadomskiego i Piotra Maszyńskiego. Władysław Żeleński zadedykował jej swoją pieśń do wiersza Zaszumiał las, zaszumiał las... Marii Konopnickiej.